# Iwan Serhejew
Iwan Oleksandrowytsch Serhejew (ukrainisch Іван Олександрович Сергєєв, englisch Ivan Sergeyev; * 20. Januar 1988 in Dnipropetrowsk) ist ein ukrainischer Tennisspieler.

## Karriere
Iwan Serhejew spielt hauptsächlich auf der ATP Challenger Tour und der ITF Future Tour.
Er konnte bislang neun Einzel- und sechs Doppelsiege auf der ITF Future Tour feiern. Auf der ATP Challenger Tour gewann er bis jetzt im Jahr 2009 das Einzelturnier in Almaty und im Jahr 2010 die Einzelkonkurrenz in Saransk und darüber hinaus im Jahr 2012 das Doppelturnier in Samarqand. Zum 2. August 2010 durchbrach er erstmals die Top 150 der Weltrangliste im Einzel und seine höchste Platzierung war ein 147. Rang im August 2010.
Serhejew spielt seit 2008 für die ukrainische Davis-Cup-Mannschaft. Für diese trat er in fünf Begegnungen an, wobei er im Einzel eine Bilanz von 4:0 aufzuweisen hat bei einer nicht beendeten Partie.
Seit September 2013 ist Serhejew bei keinem Profiturnier mehr angetreten und wurde am 28. Juli 2014 das letzte Mal in der Weltrangliste geführt.

## Erfolge
| Legende (Anzahl der Siege)  |
| Grand Slam                  |
| ATP World Tour Finals       |
| ATP World Tour Masters 1000 |
| ATP World Tour 500          |
| ATP World Tour 250          |
| ATP Challenger Tour (3)     |

### Einzel

#### Turniersiege
| Nr. | Datum           | Turnier | Belag     | Finalgegner  | Ergebnis      |
| --- | --------------- | ------- | --------- | ------------ | ------------- |
| 1.  | 29. August 2009 | Almaty  | Hartplatz | Dustin Brown | 6:3, 5:7, 6:4 |
| 2.  | 1. August 2010  | Saransk | Sand      | Marek Semjan | 7:62, 6:1     |

### Doppel

#### Turniersiege
| Nr. | Datum           | Turnier   | Belag | Partner               | Finalgegner                 | Ergebnis  |
| --- | --------------- | --------- | ----- | --------------------- | --------------------------- | --------- |
| 2.  | 12. August 2012 | Samarqand | Sand  | Oleksandr Nedowjessow | Divij Sharan Vishnu Vardhan | 6:4, 7:61 |